# Agrochola kindermannii
Agrochola kindermannii là một loài bướm đêm trong họ Noctuidae.